# バルデス半島
バルデス半島はアルゼンチンのチュブ州にある半島で、大西洋のアルゼンチン海に面し、地峡のカルロス・アメギノ地峡で南アメリカ大陸本土とつながっている。特色ある動物相で知られる、長方形にも見える形をした半島である。面積は約3625km2であり、かなりの部分がユネスコの世界遺産に登録されている（ID937）。最寄の街はプエルト・マドリンである。

## 地理

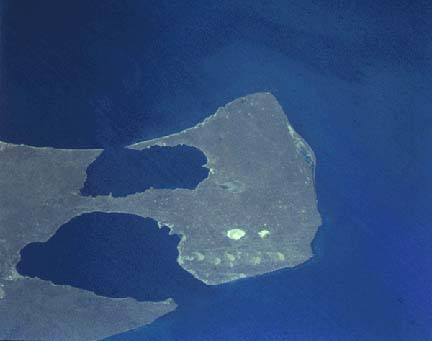
バルデス半島の衛星写真

半島の北部にはサン・マティアス湾が、南部にはヌエボ湾がそれぞれあり、この二つが半島の主要な湾である。北側には陸地に大きく入り込むサン・ホセ湾がある、東側にはより小さい入り江であるバルデス湾もある。半島には塩湖が複数あり、しかもその最大のものは海抜よりも40mも低い。これは、南アメリカ大陸の陸地では屈指の低さである。
一帯の気候は冷涼である。また、アンデス山脈にさえぎられていることから雨が少なく、乾燥している。その一方で、この半島は海から様々な恩恵を受けており、後述するような動物相の形成にも影響している。
歴史的には、この地域で暮らしてきたのはテウェルチェ人である。そのことは、彼らが加工して使っていた鏃が穿った点穴を至る所で見られることからも明らかである。

## 動物相・植物相

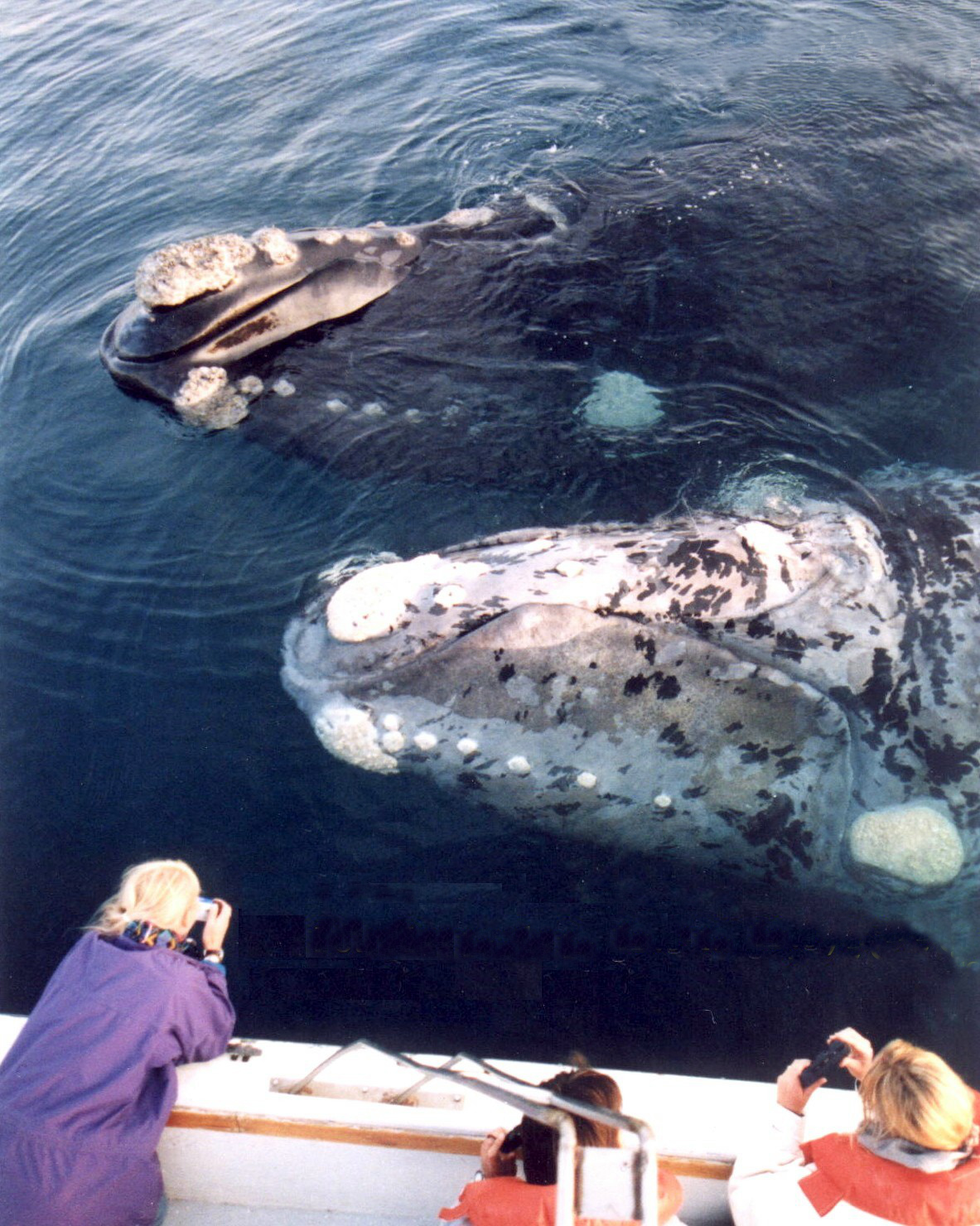
ミナミセミクジラのホエールウォッチング

気候の特色に加え、塩湖が多い地形のせいで乾燥した温帯草原（ステップ）の植生は発達しており、植物はまばらであるが、アブラナ科、サボテン科、マメ科、モクセイ科、クマツヅラ科の多くの固有種が生えている。
これに対し、海棲動物の種類は多様である。そのため、チュブ州は一帯の陸地、空域、周辺3海里の海域を「バルデス半島自然保護区」（Área Natural Protegida Península Valdés）として保護している。2012年にラムサール条約登録地となり、2014年にヌエボ湾沿岸のエル・ドラディージョ浜、ロマ岬、レオン岬を含む一帯はユネスコの生物圏保護区に指定された。
一見すると環境は不毛で陰鬱なようであるが、海岸線は多くの動物たちをひきつけており、それが観光客のみでなく専門家たちも驚嘆させてやまない優れた生態系を作り上げているのである。

### 海生哺乳類

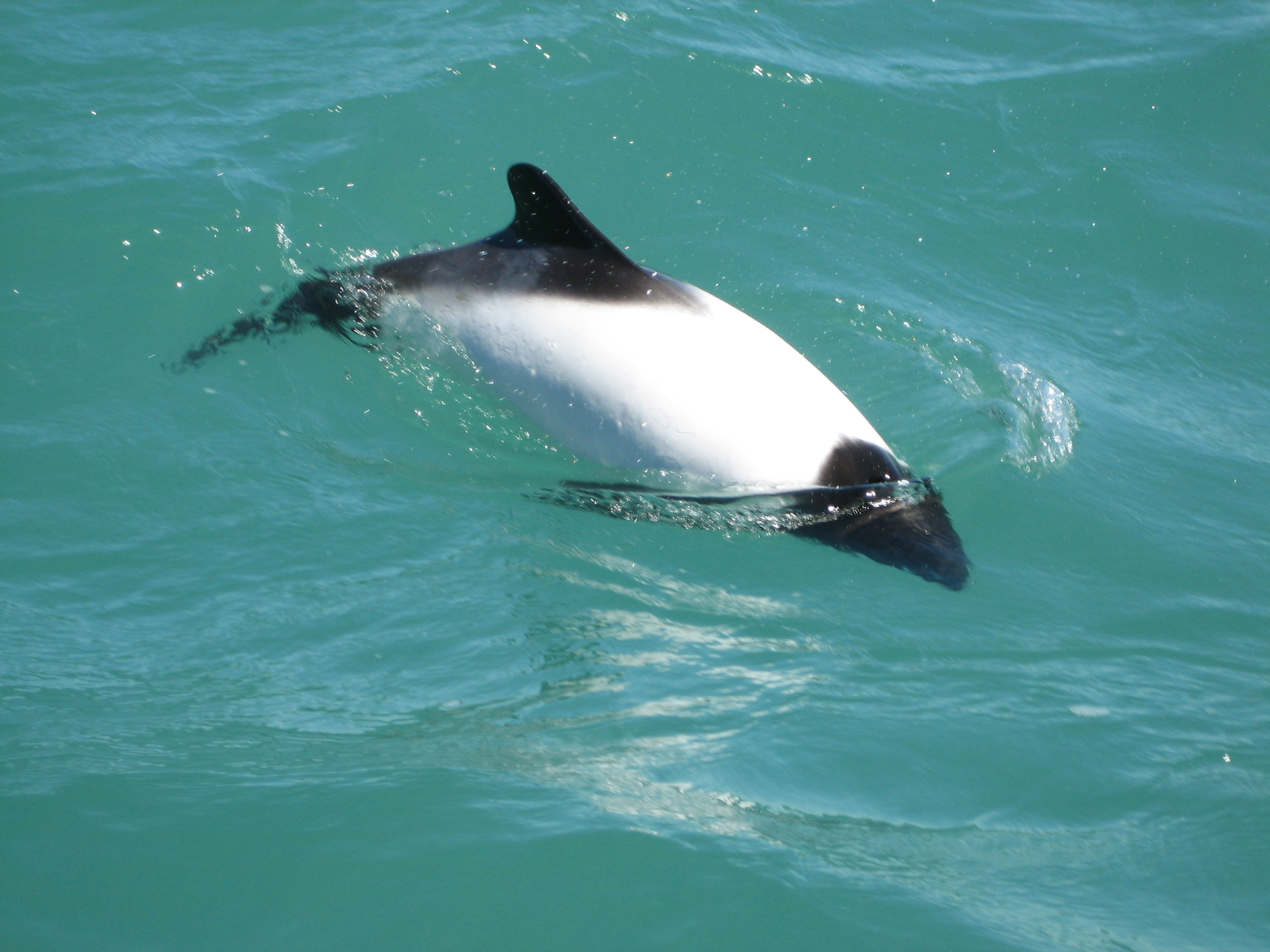
イロワケイルカ

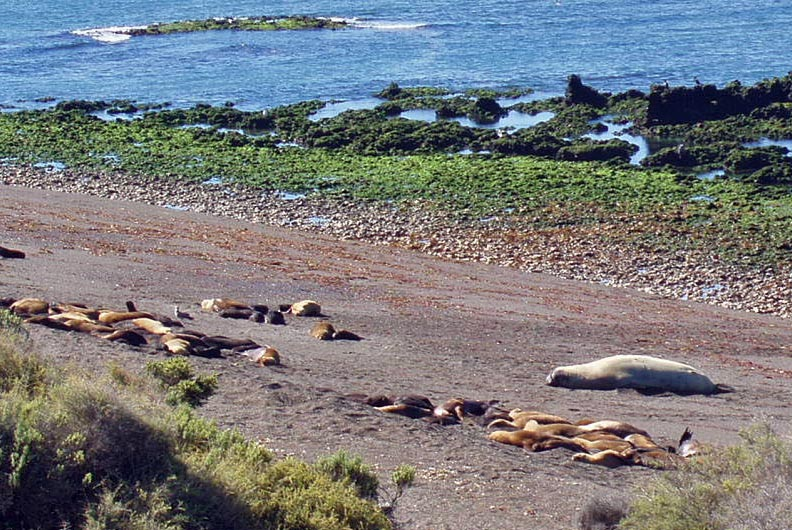
バルデス半島の景観とミナミゾウアザラシ

保護計画により、ミナミセミクジラの生息数もゆっくりとではあるが回復傾向にあることが確認されている。ヌエボ湾とサン・ホセ湾には5月から12月に訪れ、外洋よりも静穏で暖かい湾内で生殖行為や出産を行うのである。その時期に、メスの鯨に気に入ってもらおうとして、オスたちが繰り広げる求愛のパレードを見ることが出来るので、ホエールウォッチングは重要な観光事業のひとつになっている。ここバルデス半島は、捕鯨により激減したミナミセミクジラの回復がいち早く知られ、現在に至るまで最も重要な繁殖地の一つとなっている。
ミナミセミクジラ以外にも鯨類は見られ、ハラジロカマイルカやイロワケイルカ、ラプラタカワイルカ（見られるのは稀）などの小型種の他に、世界でもここのみで確認されている、砂浜に突進、乗り上げてオタリアを捕食するシャチの個体群などが知られている。
バルデス半島では他にも、ミナミゾウアザラシやハレムを形成するオタリアなどが見られる。

### 鳥類

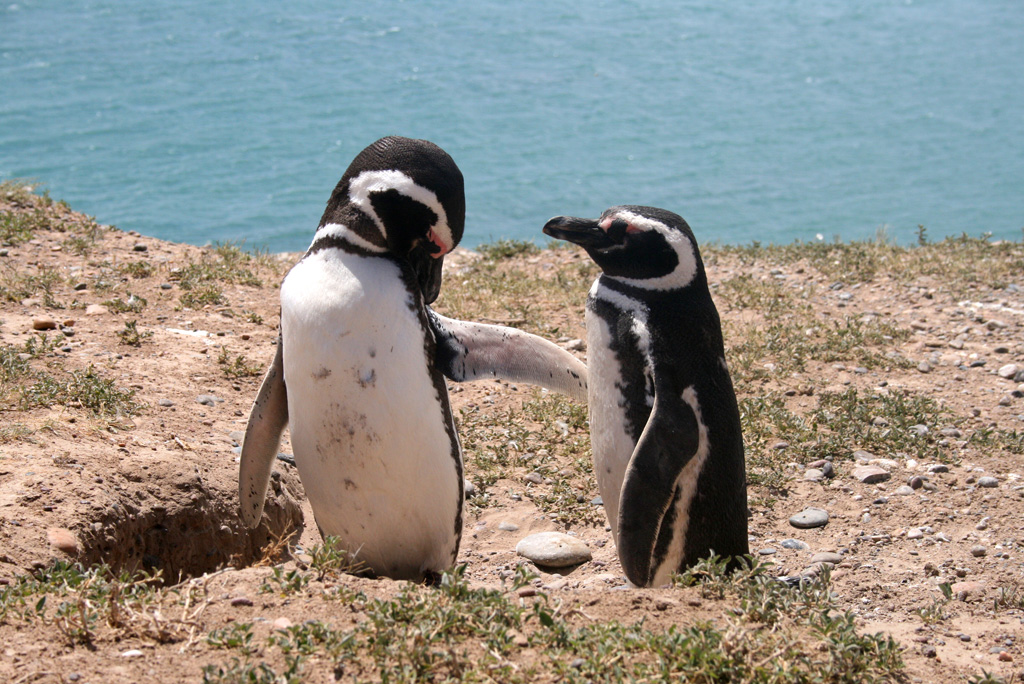
マゼランペンギン

66種の渡り鳥を含む181種の鳥類が確認されており、チリーフラミンゴ、マゼランペンギン、ダーウィンレア、ウ、ミナミオオセグロカモメ、コオバシギ、ミユビシギ、ヒメウズラシギ、コシジロウズラシギ、アメリカミヤコドリ、コフタオビチドリ、ミナミユリカモメ、ナンベイアジサシ、サンドイッチアジサシ、アメリカオオアジサシ、カンムリガモ、アルゼンチンフナガモ、サヤハシチドリなどが見られる。

### 陸棲動物

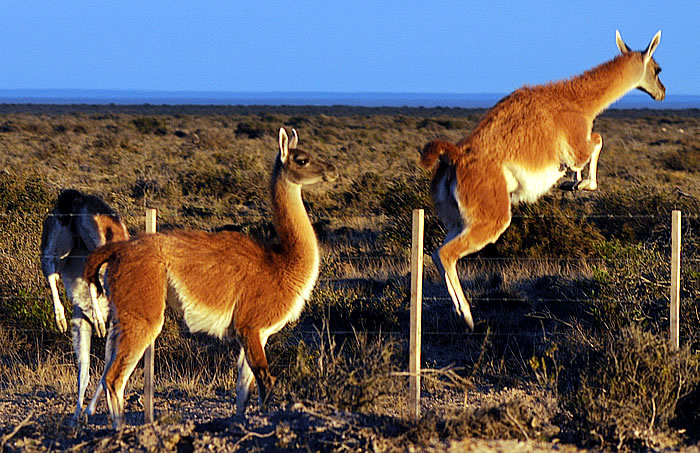
グアナコ

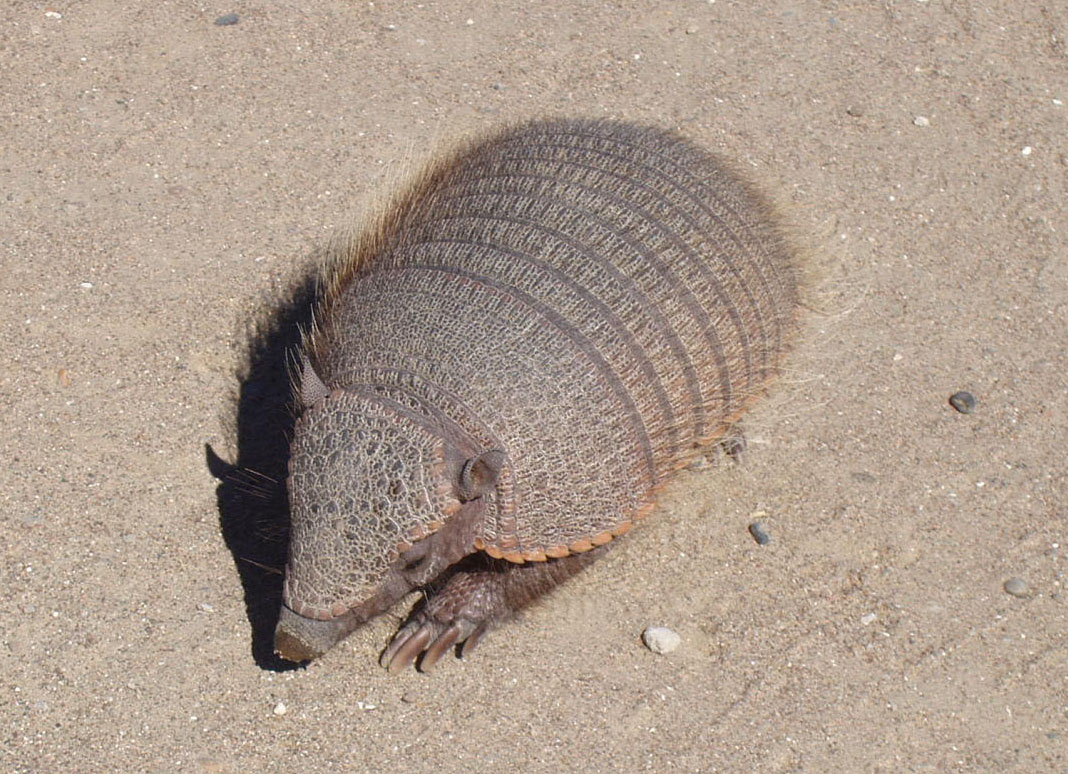
バルデス半島のピチアルマジロ

グアナコ、チコハイイロギツネ、マーラ（固有種）、ピチアルマジロ、スカンクなどが生息している。

## 世界遺産
バルデス半島は、ミナミセミクジラやミナミゾウアザラシの重要な繁殖地となっていることなど、特にその海岸や沿岸部の動物相の豊かさや重要性が評価され、1999年に自然遺産として登録された。

### 登録基準
この世界遺産は世界遺産登録基準のうち、以下の条件を満たし、登録された（以下の基準は世界遺産センター公表の登録基準からの翻訳、引用である）。
- (10) 生物多様性の本来的保全にとって、もっとも重要かつ意義深い自然生息地を含んでいるもの。これには科学上または保全上の観点から、すぐれて普遍的価値を持つ絶滅の恐れのある種の生息地などが含まれる。

### IUCNカテゴリー
IUCNによる登録物件のカテゴリーの内訳は、次の通りである。
- II（州立公園）
  - サン・ホセ湾海洋公園（Golfo San José Marine Park）
- IV（種と生息地管理地域）
  - プンタ・ノルテ（スペイン語版）観光自然保護区（Punta Norte Touristic Nature Reserve）
  - パハロス島（スペイン語版）観光自然保護区（Isla de los Pájaros Touristic Nature Reserve）
  - プンタ・ピラミデ（スペイン語版）観光自然保護区（Punta Pirámide Touristic Nature Reserve）
  - バルデス湾観光自然保護区（Caleta Valdés Touristic Nature Reserve）
  - プンタ・デルガダ（英語版）観光自然保護区（Punta Delgada Touristic Nature Reserve）
- VI（資源保護地域）
  - バルデス半島完全対象観光自然保護区（Península Valdés Integral Objective Touristic Nature Reserve）